# Manuel Gutiérrez
Pour les articles homonymes, voir Gutiérrez.
Manuel Gutiérrez (né le 8 avril 1920 et mort à une date inconnue) était un footballeur international mexicain, qui évoluait au poste de défenseur.